# Formule 3000 v roce 2001

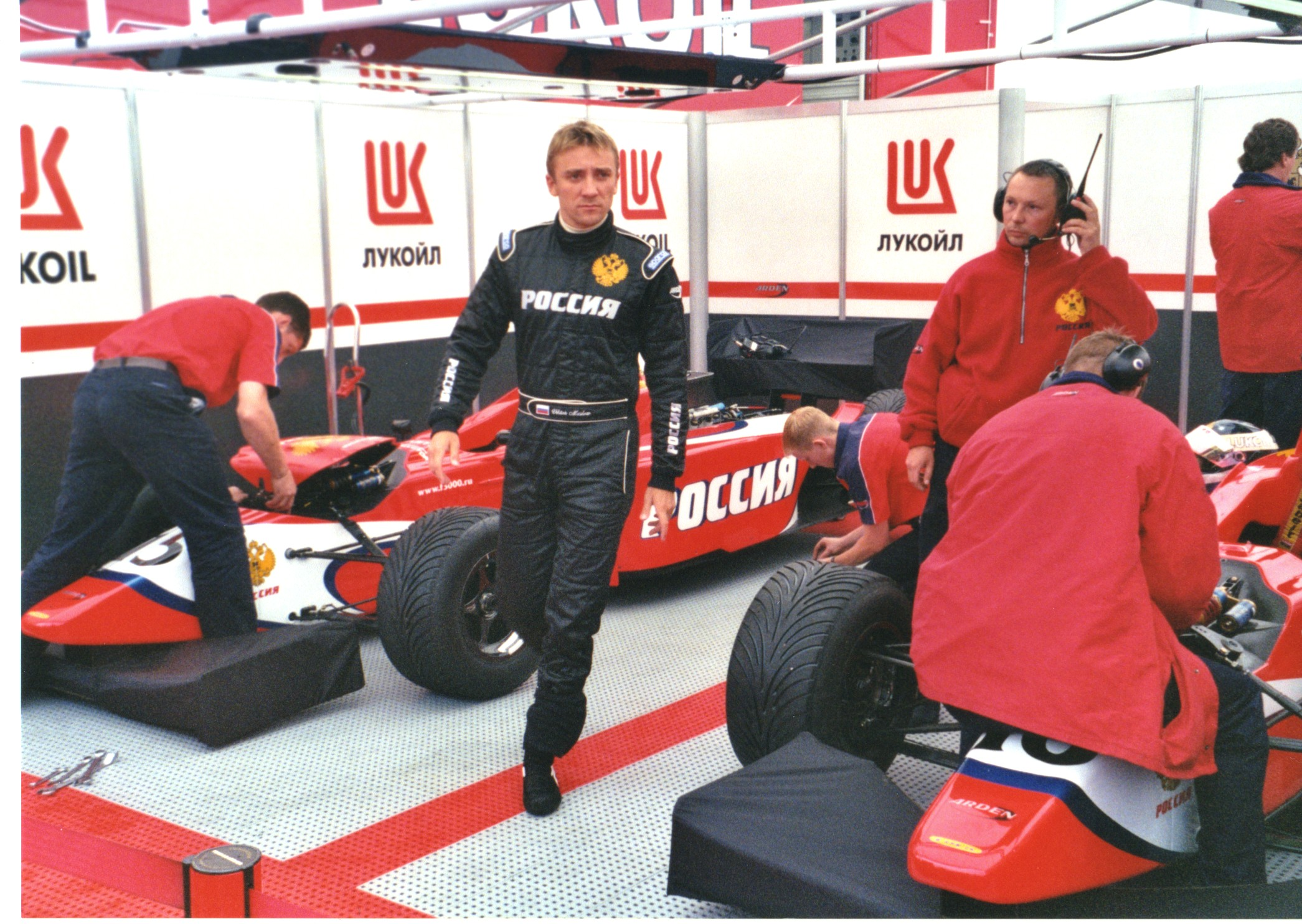
Viktor Maslov opouštěl paddock Lukoil Arden během akce v Silverstone v roce 2001.

Formule 3000 v roce 2001 byla sedmnáctým ročníkem disciplíny Formule 3000. Uskutečnilo se 12 Velkých cen této formule a mistrem světa se stal britský jezdec Justin Wilson s vozem Lola B99/50.

## Pravidla
Boduje prvních 6 jezdců podle klíče:
- První - 9 bodů
- Druhý - 6 bodů
- Třetí - 4 body
- Čtvrtý - 3 body
- Pátý - 2 body
- Šestý - 1 bod

## Velké ceny
| Datum        | Závod                     | Vítěz              | Vůz         | Výsledky |
| ------------ | ------------------------- | ------------------ | ----------- | -------- |
| 31. březen   | Interlagos                | Justin Wilson      | Lola B99/50 | Výsledky |
| 14. duben    | Imola                     | Mark Webber        | Lola B99/50 | Výsledky |
| 28. duben    | Barcelona                 | Tomáš Enge         | Lola B99/50 | Výsledky |
| 12. květen   | A1-Ring                   | Justin Wilson      | Lola B99/50 | Výsledky |
| 26. květen   | Monte Carlo               | Mark Webber        | Lola B99/50 | Výsledky |
| 23. červen   | Nürburgring               | Tomáš Enge         | Lola B99/50 | Výsledky |
| 30. červen   | Magny Cours               | Mark Webber        | Lola B99/50 | Výsledky |
| 14. červenec | BRDC International Trophy | Sébastien Bourdais | Lola B99/50 | Výsledky |
| 28. červenec | Hockenheim                | Antonio Pizzonia   | Lola B99/50 | Výsledky |
| 18. srpen    | Hungaroring               | Justin Wilson      | Lola B99/50 | Výsledky |
| 1. září      | Spa                       | Ricardo Sperafico  | Lola B99/50 | Výsledky |
| 15. září     | Monza                     | Giorgio Pantano    | Lola B99/50 | Výsledky |